# SubEthaEdit
SubEthaEdit est un logiciel libre d'éditeur de texte collaboratif en temps réel pour Mac OS X. Il était propriétaire mais a été libéré sous licence MIT. Le nom provient du réseau de communication Sub-Etha dans la série Le Guide du voyageur galactique.

## Fonctions en réseau
- Partagez des documents avec Bonjour
- Voir l'ensemble des documents à annoncer dans votre réseau local
- Voir les utilisateurs seront disponibles pour la collaboration dans votre réseau local
- Voir les autres utilisateurs (comme iChat)
- Partagez des documents sur Internet
- Connexion d'autres serveurs SubEthaEdits sur Internet
- Joindre des serveurs locaux
- Support des URL SubEthaEdit
- Entièrement en IPv6
- Port de cartographie automatique
- Glisser-déposer pour les invites d'iChat (10.5)

## Fonctions de collaborations
- Voir les autres curseurs et sélections des utilisateurs dans la zone de travail
- Inviter des personnes à vos documents
- Notification des invitations dans le dock
- Autoriser les utilisateurs à se joindre à des documents privés
- Un accès en lecture seule
- Contrôle des collaborations avec AppleScript
- Exclure par kick des utilisateurs de votre document
- L'intégration avec iChat
- Textes exportables en page web et PDF (via l'éditeur)

## Interface d'édition
- Interface avec onglet et fenêtre
- Menu AppleScript
- Éditer du texte avec AppleScript
- Expression rationnelle Rechercher et remplacer
  - Huit expressions rationnelles différentes : Posix, POSIX, Emacs, grep, GNU, Java, Perl, Ruby
  - Les groupes de couleur expression rationnelle
- Prévisualisation des mises à jour de documents HTML dans Safari
- Gestion de l’Unicode
- Afficher les caractères invisibles
- Support de dossier codages
- Fichier de conversion des codages
- "Ouvrir" et "Enregistrer" en utilisant les permissions administrateurs
- "Ouvrir" et "Enregistrer" les fichiers cachés
- Choix de l'encodage
- Guide pour largeur fixe de la mise en page
- Outil de ligne de commande
- Autocompletion
- Bloquer l'édition
- Enhanceable (par exemple avec WordService ou AppleScript)
  - Texte de conversion, des statistiques, des raccourcis personnalisés, etc.
- Peut « découper » les fenêtres par région
- Vues multiples en fenêtre

## Fonctions pour développeurs
- Indentation
- Support de correspondants et de sélection
- Modes de syntaxe extensible
- Dictionnaire automatique et Correcteur d'orthographe
- Palettes de code de couleurs HTML
- Choix de la coloration syntaxique
  - Pour AppleScript, ActionScript, bash, C, C++, CSS, diff, HTML, Java, JavaScript, LaTeX, Lua, Objective-C, Pascal, Perl, PHP, Python, Ruby, SQL, XML
  - Gras ou italique
- Intégration avec Xcode
- Intégration avec les clients FTP comme Cyberduck